# Mbunde Mbali
Mbunde Cumba Mbali (25 aprile 1991) è un lottatore guineense specializzato nella lotta libera.

## Biografia
Ai campionati mondiali di Budapest 2018 ha concluso il torneo al ventiquattresimo posto nella categoria 65 kg.
Ha vinto la medaglia d'argento ai Giochi panafricani di Rabat 2019 nella categoria 65 kg.
Ai mondiali di Nur-Sultan 2019 ha concluso il torneo al venticinquesimo posto nella categoria 65 kg.

## Palmarès
- Giochi panafricani

Rabat 2019: argento nei 65 kg.
- Campionati africani

Alessandria d'Egitto 2016: bronzo nei 65 kg.
Marrakech 2017: bronzo nei 65 kg.
Hammamet 2019: oro nei 65 kg.
- Giochi della solidarietà isalamica

Baku 2017; bronzo nei 65 kg.